# 倉澤治雄
倉澤 治雄（くらさわ はるお、1952年6月2日- ）は科学ジャーナリスト。元日本テレビ報道局解説主幹。

## 来歴
1952年新潟県生まれ。開成高校卒。早稲田大学理工学部建築学科中退。1977年東京大学教養学部基礎科学科卒、1979年フランス国立ボルドー大学大学院修了（物理化学専攻）。1980年日本テレビ入社。報道局に配属され科学、警察、司法、防衛を担当。その後、北京支局長、経済部長、政治部長、ネットワーク戦略部長、メディア戦略部長、メディア戦略局次長、フォアキャスト・コミュニケーションズ代表取締役社長（日本テレビから出向）を経て2009年メディア戦略局主幹に就任。2011年3月11日東日本大震災の影響による原発事故が発生したことにより解説委員兼務 となり、事故発生当初からニュースの解説をつとめる。
- 原子力に関しては、敦賀原発放射能漏れ事故、チェルノブイリ原子力発電所事故、原子力船「むつ」、福島第一原子力発電所事故などを取材。
- 2011年11月12日福島第一原発の内部が報道陣に公開された際、倉澤自身が防護服・防護マスクをつけ、原発内部を取材した。

2012年6月1日付で報道局専門局長に就任。同年9月末で日本テレビを定年退職。

## 出演番組
日本テレビのニュース番組で、主に原子力関連のコメンテーターとして不定期で出演。
- news every.
- NEWS ZERO
- NNNドキュメント'12『行くも地獄 戻るも地獄 〜倉澤治雄が見た原発ゴミ〜』（倉澤自身が取材・制作。JCJ賞を受賞した。）
- 週刊BS-TBS報道部(BS-TBS)ゲスト出演
- 週刊報道LIFE(BS-TBS)ゲスト出演

## 著書
- 『原子力船“むつ”虚構の航跡』（1988年、現代書館）
- 『徹底討論 犯罪報道と人権』共著（1993年、現代書館）
- 『原発爆発』（2013年、高文研）
- 『原発ゴミはどこへ行く？』（2014年、リベルタ出版）
- 『福島事故に至る原子力開発史』共著（2015年、中央大学出版部）
- 『中国、科学技術覇権への野望』（2020年、中公新書ラクレ）